# Saturn Award voor beste horrorfilm
Dit is een lijst van films die de Saturn Award ooit hebben gewonnen in de categorie beste horrorfilm.
| Jaar      | Film                                           |
| --------- | ---------------------------------------------- |
| 1972      | Blacula                                        |
| 1973      | The Exorcist                                   |
| 1974/1975 | Young Frankenstein                             |
| 1976      | Burnt Offerings                                |
| 1977      | The Little Girl Who Lives Down Lane            |
| 1978      | The Wicker Man                                 |
| 1979      | Dracula                                        |
| 1980      | The Howling                                    |
| 1981      | An American Werewolf in London                 |
| 1982      | Poltergeist                                    |
| 1983      | The Dead Zone                                  |
| 1984      | Gremlins                                       |
| 1985      | Fright Night                                   |
| 1986      | The Fly                                        |
| 1987      | The Lost Boys                                  |
| 1988      | Beetlejuice                                    |
| 1989/1990 | Arachnophobia                                  |
| 1991      | The Silence of the Lambs                       |
| 1992      | Bram Stoker's Dracula                          |
| 1993      | Army of Darkness                               |
| 1994      | Interview with the Vampire                     |
| 1995      | From Dusk Till Dawn                            |
| 1996      | Scream                                         |
| 1997      | The Devil's Advocate                           |
| 1998      | Apt Pupil                                      |
| 1999      | The Sixth Sense                                |
| 2000      | Final Destination                              |
| 2001      | The Others                                     |
| 2002      | The Ring                                       |
| 2003      | 28 Days Later                                  |
| 2004      | Shaun of the Dead                              |
| 2005      | The Exorcism of Emily Rose                     |
| 2006      | The Descent                                    |
| 2007      | Sweeney Todd: The Demon Barber of Fleet Street |
| 2008      | Hellboy II: The Golden Army                    |
| 2009      | Drag Me to Hell                                |
| 2010      | Let Me In                                      |
| 2011      | The Girl with the Dragon Tattoo                |
| 2012      | The Cabin in the Woods                         |
| 2013      | The Conjuring                                  |
| 2014      | Dracula Untold                                 |
| 2015      | Crimson Peak                                   |
| 2016      | Don't Breathe                                  |
| 2017      | Get Out                                        |
| 2018/2019 | A Quiet Place                                  |